# Papiro 12

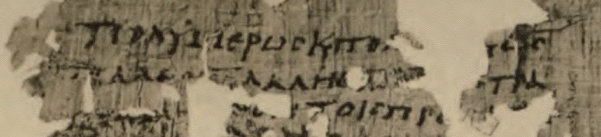
Imagen del Papyrus 12 - Papyrus Amherst 3b - Morgan Library, Pap. Gr. 3 - Epistle to the Hebrews 1:1

El Papiro 12 (en la numeración Gregory-Aland), α 1033 (en la numeración Soden), designado por la sigla {\displaystyle {\mathfrak {P}}}12, es una copia antigua del Nuevo Testamento en griego. Es un manuscrito en papiro de la Carta a los Hebreos, contiene únicamente Hebreos 1:1. El manuscrito paleográficamente ha sido asignado al año 285. Este podrá haber sido un amuleto.

## Descripción
Al final de la segunda columna otro escritor hubo escrito Hebreos 1:1 en tres líneas. Este fue escrito con una escritura pequeña en unciales. En el verso de este manuscrito otro escritor redactó Génesis 1:1-5 como aparece en la Septuaginta. El texto de la Septuaginta viene desde cerca del año 200. El códice Original probablemente era un rollo con el texto de la Septuagint, y más tarde al otro lado del texto se escribió el texto del Nuevo Testamento (opistógrafo). Sin embargo, podría haber sido un amuleto. Philip Comfort fecho el manuscrito más omenos 285 años atrás.
Texto
πολυμερως κ πολυ[τρο]πως
παλε ο θς λαλήσ[α]ς το[ις π]ατρα
σ[ι] ημ[ω]ν εν τοις προ[φηταις]
Es uno de los cuatro manuscritos en papiro del Nuevo Testamento escritos en la forma de un rollo (los otros son {\displaystyle {\mathfrak {P}}^{13}}, {\displaystyle {\mathfrak {P}}^{18}}, {\displaystyle {\mathfrak {P}}^{22}}) y uno de los tres opistógrafos, es decir, que el otro lado del rollo contiene texto.

Tiene un error de itacismo (παλε en lugar de παλαι), también los nombres sagrados contraídos (θς).
El texto griego de este códice probablemente es una representación del tipo textual alejandrino, pero su texto es demasiado breve para asegurarlo. Aland lo ubicó en la Categoría I.
Su variante textual ημων coince como en los códices {\displaystyle {\mathfrak {P}}}46c a t v vgmss syrp.

## Historia
El manuscrito fue descubierto en 1897 por Grenfell y Hunt.
Actualmente está guardado en La Biblioteca y Museo Morgan, (Pap. Gr. 3; P. Amherst 3b) en la Ciudad de Nueva York.

## Lectura adicional
- B. P. Grenfell & A. S. Hunt, The Amherst Papyri I, (Londres 1900), pp. 30-31. (P. Amherst 3 b).
- Gregory, Caspar René (1908). Die griechischen Handschriften des Neuen Testament. Leipzig: J.C. Hinrichs’sche Buchhandlung. p. 47.

- Datos: Q1957130
- Multimedia: Papyrus 12 / Q1957130